# Carvalhal (Bombarral)
Carvalhal is een plaats (freguesia) in de Portugese gemeente Bombarral en telt 2.934 inwoners (2001).